# Potachy
Potachy (do 1926 Konstantynowo) – wieś w Polsce położona w województwie wielkopolskim, w powiecie średzkim, w gminie Zaniemyśl, nad Wartą.
W latach 1975–1998 miejscowość administracyjnie należała do województwa poznańskiego.